# Fahraeusodus
Genre
Fahraeusodus est un genre éteint de conodontes de la famille des Paracordylodontidae.
Le nom de genre est un hommage à Lars E. Fåhraeus, un paléontologue suédois.

## Espèces
- † Fahraeusodus marathonensis Bradshaw, 1969